# Crazy Love (série télévisée)
Production
Diffusion
Crazy Love (coréen : 크레이지 러브) est une série télévisée sud-coréenne en 16 épisodes de 70 minutes, créée par[Qui ?] et diffusée de 7 mars au 26 avril 2022 sur le réseau KBS2.
Elle est également diffusée dans les pays francophones depuis le 24 mai 2023 sur la plateforme Disney+.

## Synopsis
Noh Go-jin est le PDG de GOTOP, le plus grand institut de mathématiques sud-coréen. Après avoir reçu des menaces de mort, il subit un grave accident de voiture. Petit problème : de très nombreuses personnes ont des raisons de le haïr et trouver le responsable ne va pas être aisé ! Craignant pour sa vie, il feint alors d'être amnésique.
Après avoir été martyrisée pendant des années par Go-jin, sa secrétaire Lee Shin-ah apprend qu'il lui reste peu de temps à vivre. Elle prétend alors être la fiancée de son patron, pensant que son amnésie est réelle…
C'est le début d'une confrontation aussi drôle qu'impitoyable entre le faux amnésique et sa fausse fiancée !

## Distribution

### Acteurs principaux
- Kim Jae-wook : Noh Go-jin, professeur de mathématiques brillant et PDG despotique de GOTOP  ; il prétend souffrir d'amnésie.
- Krystal Jung : Lee Shin-ah, secrétaire gentille, introvertie et efficace de Go-jin ; elle prétend être la fiancée de ce dernier.
- Ha Jun (en) : Oh Se-gi, vice-président de GOTOP. Beau, jeune, charmant, il est la seule personne en mesure d'apaiser Go-jin.

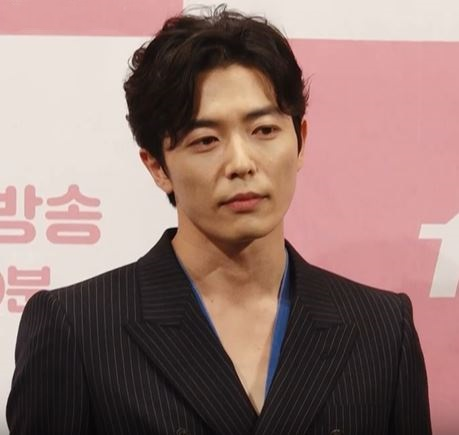
Kim Jae-wook : Noh Go-jin
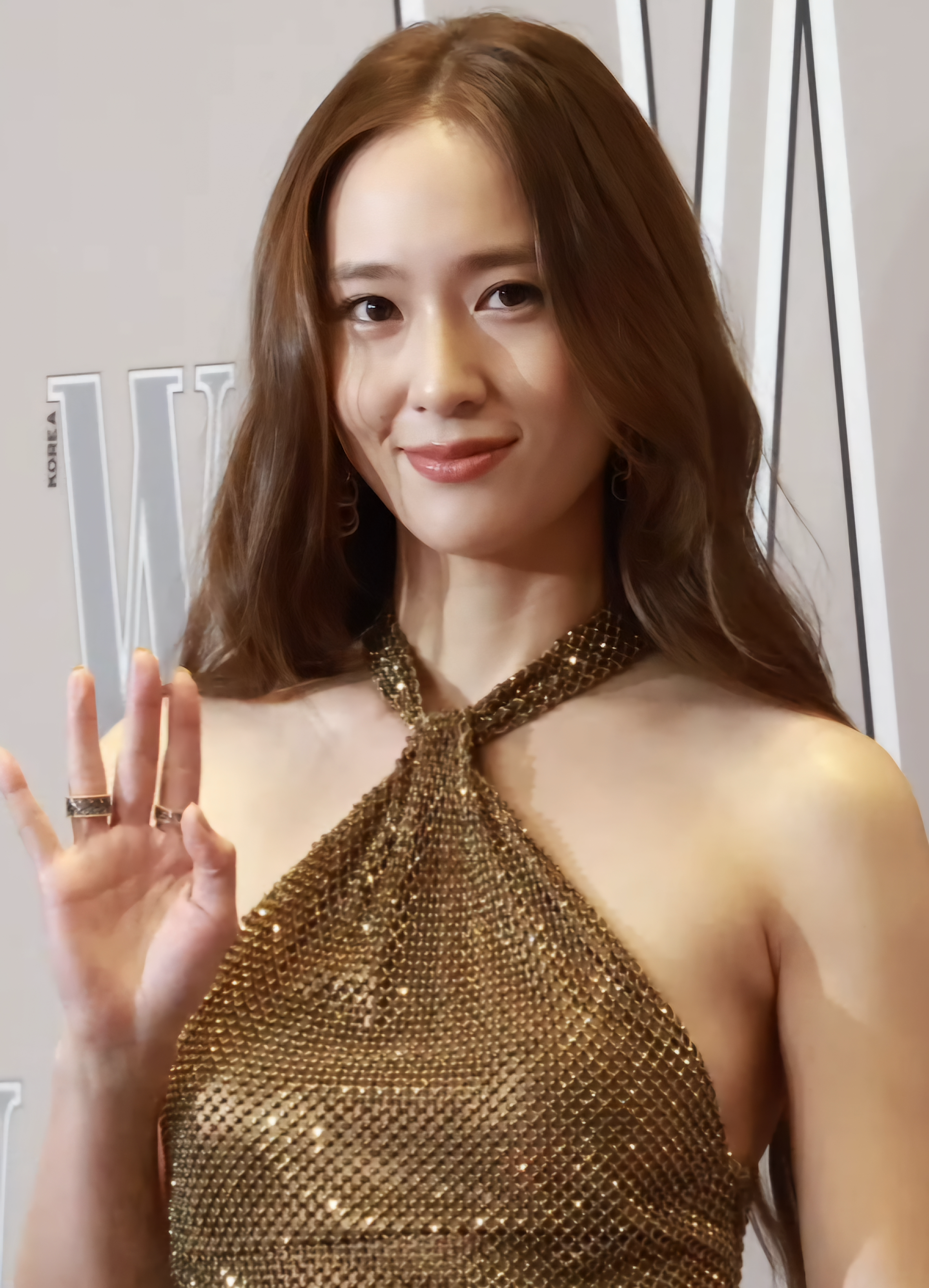
Krystal Jung : Lee Shin-ah
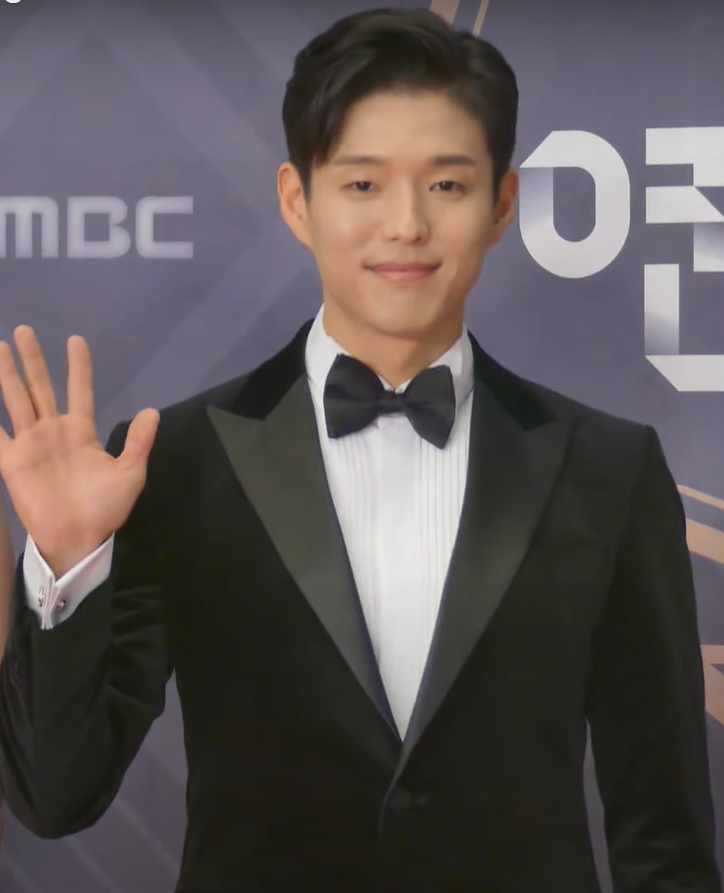
Ha Jun : Oh Se-gi

### Acteurs secondaires

#### Au sein de GOTOP
- Kim Ki-nam : Gong Hee-cheol
- Baek Joo-hee (en) : Ma, cheffe
- Lee Ji-min : Michelle Lee, professeure d'anglais unique qui a été repérée par Noh Go-jin
- Lee Si-eon (en) : Kang Min, ancien professeur d'anglais expulsé par Noh Go-jin
- Jo In : Kim Hye-sun, ancienne secrétaire de Noh Go-jin
- Moon Do-yoon : Lee So-ra, ancienne secrétaire de Noh Go-jin
- Lee Mi-young (en) : la femme de ménage
- Lee Yoon-hee : l'agent de sécurité
- Jung Sung-ho : Kim Cha-bae

#### Entourage de Lee Shin-ah
- Park Han-sol (en) : Choo Ok-hee, amie et colocataire de Lee Shin-ah, petite amie de Lee Su-ho. Comédienne de théâtre, elle jongle entre les auditions et son emploi de secrétaire à temps partiel
- Yoon San-ha (en) : Lee Su-ho, frère de Lee Shin-ah et le petit ami de Choo Ok-hee
- Kim Hak-sun (en) : Lee Yong-gu, père de Shin-ah et Su-ho

### Autres
- Im Won-hee : Park Tae-yang, représentant de Mirae Edu.
- Yoo In-young : Baek Soo-young, ex-petite amie de Noh Go-jin
- Ko Kyu-pil (en) : Joo Jun-pal alias le détective Zhull
- Lee Ha-jin
- Seo Ji-hoo : le secrétaire dévoué de Baek Soo-young

## Production

### Fiche technique
- Titre original : 크레이지 러브
- Titre international : Crazy Love
- Musique : Jeong Seung-hyun
- Réalisation : Kim Jung-hyun
- Scénario : Kim Bo-kyum

  - Production exécutive : Kim Bo-yeon et Kim Shin-ah
  - Production associée : Han Hee-yoon et Kang Bo-yeong
- Sociétés de production : Arc Media et >Slingshot Studios
- Pays de production :  Corée du Sud
- Langue originale : coréen
- Format : couleur
- Genre : comédie romantique, drame
- Nombre de saison : 1
- Nombre d'épisodes : 16
- Durée : 70 minutes
- Dates de sortie :
  - Corée du Sud : 7 mars 2022 sur KBS2
  - Monde : 24 mai 2023 sur Disney+[1]

## Épisodes
La série contient 16 épisodes sans titre.

## Accueil

### Accueil en Corée du Sud

#### Audiences
| Épisode | Date de diffusion originale | Audiences (Nielsen Korea) | Audiences (Nielsen Korea) |
| Épisode | Date de diffusion originale | National                  | Séoul                     |
| --- | --------------------------- | ------------------------- | ------------------------- |
| 1 | 7 mars 2022                 | 3,4 %                     | N/A                       |
| 2 | 8 mars 2022                 | 2,4 %                     | N/A                       |
| 3 | 14 mars 2022                | 1,9 %                     | N/A                       |
| 4 | 15 mars 2022                | 2,3 %                     | N/A                       |
| 5 | 21 mars 2022                | 2,1 %                     | N/A                       |
| 6 | 22 mars 2022                | 2,5 %                     | N/A                       |
| 7 | 28 mars 2022                | 2,5 %                     | N/A                       |
| 8 | 29 mars 2022                | 2,6 %                     | N/A                       |
| 9 | 4 avril 2022                | 2,6 %                     | N/A                       |
| 10 | 5 avril 2022                | 3,0 %                     | N/A                       |
| 11 | 11 avril 2022               | 4,3 %                     | 4,1 %                     |
| 12 | 12 avril 2022               | 4,0 %                     | 3,8 %                     |
| 13 | 18 avril 2022               | 3,8 %                     | 3,7 %                     |
| 14 | 19 avril 2022               | 4,4 %                     | 4,2 %                     |
| 15 | 25 avril 2022               | 4,3 %                     | 4,1 %                     |
| 16 | 26 avril 2022               | 4,6 %                     | 4.3%                      |
| Moyenne | Moyenne                     | 3,2 %                     | —                         |
| - Dans le tableau ci-dessus, les chiffres en bleu indiquent les audiences les plus basses et les chiffres en rouge indiquent les audiences les plus hautes. - N/A : données non communiquées. |                             |                           |                           |

### Accueil dans les pays francophones
Le drama est assez bien reçu dans les pays francophones, du côté des spécialistes comme des spectateurs[réf. nécessaire].
Dans son livre 101 k-dramas à voir absolument, la créatrice de contenus Kelly évoque « une comédie romantique folklorique et captivante avec un mélange d'humour noir, de mélodrame, de mystère » portée par un couple principal à « l'alchimie extraordinaire ». Elle voit dans Crazy Love une histoire sentimentale mais « anti-cliché [avec] son lot de surprises ». Elle déplore néanmoins certains aspects trop caricaturaux.
Le site spécialisé Nautiljon recense une moyenne de 8.2⁄10.